# Sternostylus formosus
Sternostylus formosus is een tienpotigensoort uit de familie van de Sternostylidae. De wetenschappelijke naam van de soort werd voor het eerst geldig gepubliceerd in 1884 door Filhol als Ptychogaster formosus.